# لورينز ريتر
لورينز ريتر (بالألمانية: Lorenz Ritter)‏ هو نقاش ‏ ورسام ألماني، ولد في 24 نوفمبر 1832 في نورنبرغ في ألمانيا، وتوفي بنفس المكان في 3 سبتمبر 1921.